# Embouriós (Milos)
Embouriós (grec moderne : Εμπουρειός), également connu sous le nom d'Emboriós (grec moderne : Εμπορειός), est une localité située dans le dème de Milos, dans le district régional de Milos, dans la périphérie d'Égée-Méridionale, en Grèce.
Selon le recensement de 2021, elle compte 6 habitants.